# Skikkisjön
Skikkisjön är en sjö i Storumans kommun och Vilhelmina kommun i Lappland och ingår i Ångermanälvens huvudavrinningsområde. Sjön har en area på 9,17 kvadratkilometer och ligger 463,1 meter över havet. Sjön avvattnas av vattendraget Skikkibäcken.

## Delavrinningsområde
Skikkisjön ingår i det delavrinningsområde (722331-152977) som SMHI kallar för Utloppet av Skikkisjön. Medelhöjden är 522 meter över havet och ytan är 68,72 kvadratkilometer. Det finns inga avrinningsområden uppströms utan avrinningsområdet är högsta punkten. Skikkibäcken som avvattnar avrinningsområdet har biflödesordning 3, vilket innebär att vattnet flödar genom totalt 3 vattendrag innan det når havet efter 382 kilometer. Avrinningsområdet består mestadels av skog (74 procent). Avrinningsområdet har 9,43 kvadratkilometer vattenytor vilket ger det en sjöprocent på 13,7 procent.